# Drużyna A (film)
Drużyna A (tytuł oryg. The A-Team) – amerykański komediowy film akcji z 2010 roku wyreżyserowany przez Joe Carnahana. Obraz oparty jest na popularnym serialu z lat 1983–1987 o tym samym tytule.

## Opis fabuły
Bohaterami są czterej przyjaciele – weterani wojny w Iraku. Po tym, jak jeden z oddziałów najemników dowodzonych przez porucznika Pike'a zdradził i uciekł z matrycą do druku dolarów. W pojeździe, który wybucha na skutek detonacji ładunku wybuchowego był dowódca drużyny generał Morrison, który nie informował nikogo o misji, więc chłopcy nie mogą tego udowodnić. Przez sąd wojskowy zostają skazani na 10 lat ciężkich robót i są w różnych więzieniach. Murdock jako jedyny jest w zakładzie psychiatrycznym w Niemczech. Po pół roku odsiadki agent CIA podający się nazwiskiem Lynch pomaga w ucieczce pułkownikowi Smithowi, a ten uwalnia pozostałych członków ekipy. B.A. się zmienił. Ma dość wojny i zabijania. Zapuścił włosy. Uważa, że irokez symbolizował jego czarną duszę. CIA chce tylko jednego – matryc skradzionych przez Pike'a – a w zamian odzyskają wolność i odzyskają reputację. Śladami drużyny podąża wściekła, zdegradowana do stopnia porucznika piękna Charissa Sosa, dawna miłość Buźki. Los chciał, że drużyna wpada na trop, że ich dowódca żyje. Upozorował własną śmierć, aby uciec z matrycami. Został jednak zdradzony przez CIA. Ukrywa się pod postacią arabskiego szejka. Drużyna dopada go w Niemczech i uprowadza z niemałym trudem. B.A. o mało nie traci życia. Na szczęście w porę zjawił się Hannibal i uratował kumpla. Niestety drużyna też zostaje zdradzona przez Lyncha. Komandosi ledwo uchodzą z życiem po wybuchu hali, w której się ukrywali. Hannibal nie ma planu, jednak Buźka wymyśla w jaki sposób mogą złapać Pike'a. Według planu drużyna miała upozorować w dokach Los Angeles wymianę matryc i generała Morrisona z CIA. Nie docenili jednak Pike'a, który za pomocą wyrzutni rakiet niszczy statek, na którym ukrywają się bohaterowie. Pałeczkę przejmuje pułkownik Smith, który każe im improwizować. Pike ginie, gdy próbuje zabić Buźkę – B.A przybywa w ostatniej chwili i w walce łamie mu kark. Potem Hannibal walczy z Lynchem i pokonuje go. Zasadzka poskutkowała i CIA odkrywa, kto stał za kradzieżą. Lynch zostaje aresztowany, agenci CIA zabierają go w nieznane miejsce. Następnie przyjeżdża wysłannik Pentagonu, który każe aresztować drużynę i przywraca stopień kapitana Sosie. Sosa całuje Buźkę w usta przekazując mu klucz od kajdanek. Drużyna A ucieka i zostają najemnikami.

## Obsada
- Liam Neeson jako pułkownik John "Hannibal" Smith
- Bradley Cooper jako porucznik Templeton "Faceman" Peck
- Quinton "Rampage" Jackson jako sierżant B.A. "Bad Attitude" Baracus
- Sharlto Copley jako kapitan H.M. "Howling Mad" Murdock
- Jessica Biel jako kapitan Charissa Sosa
- Patrick Wilson jako pułkownik Lynch
- Omari Hardwick jako Chop Shop J
- Maury Sterling jako Gammons
- C. Ernst Harth jako Gilbert
- Brian Bloom jako Pike
- Gerald McRaney jako generał Morrison

## Nagrody
Teen Choice Awards
- Nominacja do nagrody Teen Choice Award (2010).